# Josep Palop Gómez
Josep Palop Gómez, àlies Palop, (Enguera, 28 d'agost de 1922 - València, 27 de setembre de 1993) fou un historietista valencià. Constitueix una de les més importants figures de l'Escola Valenciana d'historieta còmica, juntament amb Karpa, Jesús Liceras o Sanchis.

## Biografia
Va ser alumne de l'Escola d'Arts i Oficis de València, es va especialitzar en el dibuix d'historietes còmiques. Va col·laborar en El Peque (suplement infantil del diari Jornada) entre 1942 i 1944, i més tard en diverses publicacions infantils de Madrid, Barcelona i València.
En 1946 va crear per a la revista juvenil de l'Editorial Valenciana Jaimito la sèrie que li va donar major popularitat i que va mantenir viva durant la major part de la seua carrera, Bartolo, as de los vagos. Per a esta revista va crear també les sèries Robertín, niño millonario, Robinson Pérez, Sherlock Pómez, Invisible Man i Los hunos y los otros. Per a Pumby, revista germana de Jaimito, Palop va idear també Payasete y Fu-Chi-Nin, Biki, Tarzanete i Bombón i Becerrín i Monucho. En "Trampolín" va desenvolupar El conde Pepe.
Després del tancament de l'Editorial Valenciana, va treballar per a l'Editorial Aramo en la realització de «Nuestra Historia en Cómics», una obra que narrava en set volums la història del País Valencià. Preparava una mostra dels seus dibuixos per a la Casa de Cultura de Xàbia quan va morir inesperadament d'una hemorràgia cerebral a l'edat de 71 anys.

## Obra
| Anys | Títol                        | Publicació  |
| ---- | ---------------------------- | ----------- |
| 1950 | Robertín, el niño millonario | "Jaimito"   |
| 1950 | Bartolo, as de los vagos     | "Jaimito"   |
| 1951 | El Conde Pepe                | "Trampolín" |
| 1955 | Becerrín y Monucho           | "Pumby"     |
| 1956 | Don Pirulí                   | "Jaimito"   |
| 1956 | Robinsón Pérez               | "Jaimito"   |
| 1959 | Payasete y Fu-Chinín         | "Pumby"     |
| 1960 | El abuelito                  | "Jaimito"   |
| 1962 | Sherlock Pómez               | "Jaimito"   |
| 1967 | Invisible Man                | "Jaimito"   |
| 1972 | Tarzanete                    | "Pumby"     |